# Olindias
Olindias es un género de medusas perteneciente a la familia Olindiidae, que incluye seis especies.

## Especies
- Olindias formosus (Goto, 1903)
- Olindias malayensis Maas, 1905
- Olindias phosphorica (Delle Chiaje, 1841)
- Olindias sambaquiensis Müller, 1861
- Olindias singularis Browne, 1905
- Olindias tenuis (Fewkes, 1882)